# Eva Watson-Schütze

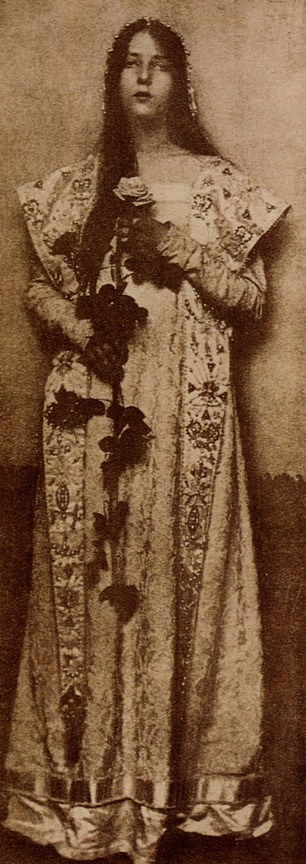
Eva Watson-Schütze: The Rose; Fotogravüre veröffentlicht in Camera Work Nr. 9, 1905

Eva Watson-Schütze (* 16. September 1867 in Jersey City; † 1935 in Chicago) war eine amerikanische Malerin und Fotografin des Piktorialismus. Sie war ein Gründungsmitglied der Photo-Secession.

## Leben
Eva Watson begann 1883 im Alter von 16 Jahren ein Studium an der Pennsylvania Academy of the Fine Arts in Philadelphia, wo sie die Klasse von Thomas Eakins besuchte. Sie übte sich vornehmlich in Aquarell- und Ölmalerei. Ob sie von Eakins in fotografischer Hinsicht beeinflusst wurde, ist nicht bekannt. Ab 1890 befasste sie sich ausschließlich mit der Fotografie.
Von 1894 bis 1896 teilte sie sich ein Fotoatelier mit Amelia Van Buren, ebenfalls eine Absolventin der Akademie in Philadelphia. Im Anschluss eröffnete Watson ihr eigenes Porträtstudio. Ihr piktorialistischer Stil fand schnell Beachtung, und zeitgenössische Fotografen lobten ihre ästhetische Sichtweise. In einem Brief an die Fotografin Frances Benjamin Johnston äußerte sie sich 1897 zuversichtlich, was die Rolle der Frau in der Fotografie betrifft. 1899 wurde sie zum Mitglied der Photographic Society of Philadelphia gewählt und stellte unter dem Namen Eva Lawrence Watson aus. Im Folgejahr wurde sie an die Seite von Frank Eugene, Gertrude Käsebier, Alfred Stieglitz und Clarence Hudson White in die Jury der Gesellschaft gewählt.
1901 nahm sie auf Drängen von Frances Johnston an einer wegweisenden Ausstellung amerikanischer Fotografinnen in Paris teil. Im selben Jahr heiratete sie den deutschstämmigen Anwalt und Literaturprofessor Martin Schütze. Das Paar zog nach Chicago, wo Martin Schütze einen Lehrstuhl übernahm. 1902 wurde Eva Watson-Schütze die Mitgliedschaft im vornehmen Londoner Linked Ring angetragen. Den dortigen Austausch mit anderen progressiven Fotografen empfand sie als sehr anregend. In der Absicht, eine ähnliche Vereinigung in den USA zu schaffen, korrespondierte sie mit Alfred Stieglitz. Gegen Ende des Jahres wurde sie gemeinsam mit Stieglitz Gründungsmitglied der Photo-Secession.
Den Sommer 1903 verbrachte Watson-Schütze in der Byrdcliffe Colony, einer Künstlerkolonie des  Arts and Crafts Movement bei Woodstock. Dort erwarb sie mit ihrem Mann ein Stück Land, auf dem sie ein Sommerhaus, das sie  „Hohenwiesen“ nannten, errichteten. Von 1905 bis ungefähr 1925 verbrachte das Ehepaar die Sommer- und Herbstmonate dort.
1905 veröffentlichte Joseph Keiley  in Camera Work ein umfangreiches Porträt von Eva Watson-Schütze, in dem er sie als „eine der zuverlässigsten und aufrichtigsten Verfechterinnen der piktorialistischen Bewegung in Amerika würdigte.“ (Camera Work 9, 1905, Seiten 23–36)
In Byrdcliffe fand Watson-Schütze ihr Interesse für die Malerei wieder. Nach 1910 fotografierte sie nur noch selten, ab den 1920er Jahren sind nur noch Familienfotos von ihr bekannt. 1929 wurde sie Direktorin der Renaissance Society, einer Kunsthalle, die 1915 auf dem Gelände der University of Chicago gegründet wurde. Unter Watson-Schützes Kuratorium, von 1929 bis 1935, zeigte die Society wichtige Ausstellungen von Künstlern der klassischen Moderne, wie beispielsweise Jean Arp, Constantin Brâncuși, Georges Braque, Marc Chagall,  Wassily Kandinsky, Joan Miró oder Pablo Picasso. 
Eva Watson-Schütze starb 1935 in Chicago.